# Помутніння розуму
«Помутніння розуму» (англ. Mindwarp) — американський фантастичний фільм жахів 1991 року режисера Стіва Барнетта.

## Сюжет
Молода дівчина Джуді Еппл вирішує показати характер. І підіймає свій маленький бунт, протестуючи проти нав'язування снів, які диктує деяке комп'ютерне джерело ІНФІНІСІНТ, і проти всього способу життя, яке зводиться до майже постійного сну під контролем цього ІНФІНІСІНТА. Негайно слідує покарання: Джуді Еппл з підземного бункера-укриття потрапляє на відкриту земну поверхню і миттєво стикається з кошмарним небезпеками в особі монстрообразних людиноподібних істот, з лап яких її рятує самотній мисливець Стовер, що опинився цілком пристойним, симпатичним, абсолютно нормальним хлопцем. Від нього і дізнається Джуді про все, що колись сталося на землі, а також про те, хто живе під землею.

## У ролях
| - Брюс Кемпбелл — Стровер - Енгус Скрімм — Провидець / Системний оператор - Марта Мартін — Джуді - Елізабет Кент — Корнелія - Мері Бекер — Мама - Венді Сендоу — Клод - Брайан Брілл — Тенор - Беккі Веллін — вагітна жінка - Метт Хенслі — поліцейський 1 - Кіт Роденбергер — поліцейський 2 - Джін МакГарр — диктор ІНФІНІСІНТ - Роберт Перковіч - Джон Торпе - Джеральд Шиделл - Тайрон Янош - Трой Сайжмейр - Дейв Консюр | - Шон МакКівер - Джош Ліфшуц - Ральф Носеріні - Лі Масселмен - Бретт Янссен - Піт Діркс - Гай Ларсон - Тодд Парсонс - Аарон Ліфшуц - Шон Реймер - Ден Коул - Джессі Чакел - Джефф Нельсон - Чад Самуельсон - Скотт Едвардс - Дейв Вебер - Джон Фелтер - Хенк Карлсон |